# استان باک کان
استان باک کان (به لاتین: Bắc Kạn Province) یک استان‌های ویتنام در ویتنام است که در ویتنام واقع شده‌است.

## خصوصیات
استان باک کان ۴٬۸۵۹٫۴ کیلومترمربع مساحت و ۳۰۸٬۹۰۰ نفر جمعیت دارد.